# Hans-Georg Gadamer
Hans-Georg Gadamer (Marburgo, 11 de febrero de 1900 - Heidelberg, 13 de marzo de 2002) fue un filósofo tradicionalista alemán especialmente conocido por su obra Verdad y método (Wahrheit und Methode) y por su renovación de la hermenéutica. Fue discípulo de Heidegger y el más relevante de la época. Es autor de numerosos ensayos de historia de la filosofía, estética y filosofía de la historia, entre los que destaca La herencia de Europa (Des Erbes Europas).

## Biografía
El padre de Gadamer era químico farmacéutico, posteriormente también fue rector de la Universidad de Marburgo. Pese a los deseos de su padre, Gadamer hizo caso omiso a sus recomendaciones que le incitaban a estudiar ciencias naturales y optó por las humanidades. Así que realizó estudios en Breslavia bajo los auspicios de Richard Hönigswald, pero pronto volvió a Marburgo para estudiar con los filósofos neokantianos Paul Natorp y Nicolai Hartmann, bajo cuya dirección se doctoró en el año 1922 con un trabajo sobre Platón (Das Wesen der Lust nach den platonischen Dialogen, La esencia del placer en los diálogos platónicos).
Poco después Gadamer visitó Friburgo de Brisgovia y comenzó a estudiar con Martin Heidegger, quien aún no era profesor titular pero sí un brillante profesor asistente. A través de Heidegger se insertó en un grupo de estudiantes que luego destacarían intelectualmente, entre ellos se encontraban: Leo Strauss, Karl Löwith y Hannah Arendt. La amistad entre Gadamer y Heidegger se hizo tan estrecha que cuando Heidegger recibió una plaza en Marburgo, Gadamer optó por seguirle hasta allí. Es posiblemente la fuerte influencia de Heidegger lo que ha hecho del pensamiento de Gadamer algo particularmente característico y lo que, en gran medida, ha moldeado su pensar. Además, la influencia de Heidegger fue la que separó a Gadamer de las corrientes neokantianas en las que, tiempo atrás, se había formado.
Gadamer hizo su habilitación académica en el año 1929, y comenzó a enseñar en Marburgo durante los primeros años de la década de 1930. Jamás recibió un puesto remunerado durante los años de gobierno nazi y jamás entró en el partido; tan solo hacia el final de la guerra recibió un puesto en Leipzig. 
Sin embargo, en revisiones biográficas actualizadas, autores como Richard Wolin afirmaron que, a principios de la Segunda Guerra Mundial, tuvo un acercamiento al nazismo. En concreto, dio una conferencia durante la ocupación de París en el Instituto Alemán (instituciones que los nazis usaban para expandir sus ideas fuera de Alemania). La conferencia se titulaba «Pueblo e historia en el pensamiento de Herder», donde señalaba que, después del fracaso de la Ilustración, las ideas de Johann Gottfried Herder servirían para construir un proyecto nuevo para Alemania. En concreto, analizando su idea de pueblo (Volk), concluye que «el pueblo alemán destaca sobre otros en la amplitud y profundidad de su autoconciencia histórica», sirviendo esto de «estímulo y pensamiento para un nuevo proyecto político», lo cual dada la época y el lugar donde se pronunció esa conferencia es compatible con las ideas del Nuevo Orden promulgadas por los nazis. El texto de esta conferencia no se incluye como tal en las Obras completas de Gadamer, pero sí una revisión bastante profunda de este que hizo en los años sesenta, donde no aparecían los párrafos más controvertidos (Wolin 2004: 114-118). Además, Gadamer se unió a la Liga Nacional Socialista de Maestros en agosto de 1933 y en ese mismo año firmó el Voto de lealtad de los Profesores de las Universidades y Escuelas Secundarias Alemanas a Adolf Hitler y al Estado Nacionalsocialista.
En 1946, tras la guerra, fue considerado «no corrompido» por el régimen nacionalsocialista y pudo ocupar su puesto de rector de la Universidad de Leipzig. Gadamer no sólo mostró oposición al nazismo, sino que, con el nacimiento de la República Democrática Alemana, también mostró su férrea oposición al comunismo. Esto le obligó a trasladarse a la República Federal de Alemania, aceptando primero un cargo en Fráncfort del Meno y después el puesto en sustitución de Karl Jaspers en Heidelberg en 1949. Esta sería la plaza que ocuparía el resto de su vida, hasta su muerte en el año 2002.
A lo largo de esta etapa completó su gran obra Verdad y método, publicada en 1960 y ampliada con un segundo volumen en 1986, y se comprometió en el famoso debate que mantuvo con Jürgen Habermas acerca de la posibilidad de trascendencia histórica y cultural en busca de una situación social moldeada por el pensamiento crítico. El debate jamás concluyó pero marcó el comienzo de una calurosa amistad entre Gadamer y Habermas, incluso Gadamer facilitó la posibilidad de entrada de Habermas en el mundo académico ayudándole a lograr una plaza de profesor en Heidelberg. Otro intento similar de debate se hizo con Jacques Derrida pero este fue menos instructivo porque ambos pensadores tenían un pensamiento con muy pocos puntos en común. Derrida consideró su error al no buscar un fondo común con Gadamer la mayor debacle de su vida intelectual y, en el obituario que dedicó a Gadamer, expresa su admiración y su respeto filosófico por el pensador alemán.

## Obra
Es el fundador de la hermenéutica filosófica. Sostenía que la interpretación debe evitar la arbitrariedad y las limitaciones surgidas de los hábitos mentales, centrando su mirada en las cosas mismas, en los textos. Afirma que siempre que nos acercamos a un texto, lo hacemos a partir de un proyecto, con alguna idea previa de lo que allí se dice. A medida que profundizamos la lectura, este proyecto va variando y se va reformulando según la lectura nos vaya confirmando o alterando nuestra precomprensión. Como este proceso puede prolongarse al infinito, nunca podemos afirmar que hemos dado la interpretación última y definitiva.
El proyecto filosófico gadameriano, tal como queda definido en Verdad y método, fue elaborado en relación directa con la hermenéutica filosófica, proyecto iniciado pero no terminado por Heidegger. El objetivo de Gadamer era descubrir la naturaleza de la comprensión humana. En el libro, Gadamer sostuvo que la «verdad» y el «método» estaban en desacuerdo el uno con el otro. Gadamer fue muy crítico con los dos enfoques metodológicos que se emplean en el estudio de las ciencias humanas (Geisteswissenschaften). Por un lado, fue crítico con los enfoques modernos que buscan modelar el método de las ciencias humanas al método científico. Y por otro, con el método tradicional de las humanidades cuyo enfoque se hace explícito en la obra de Wilhelm Dilthey, quien creía que para lograr una interpretación correcta de un texto era necesario desentrañar la intención original que manejaba el autor cuando lo escribió. Gadamer, en contraposición, creía que el significado de un texto no es reducible a las intenciones del autor, sino que es dependiente del contexto de interpretación.
En contraste con estas dos posiciones, Gadamer sostiene que el individuo tiene una conciencia históricamente moldeada, esto es, que la conciencia es un efecto de la historia y que estamos insertos plenamente en la cultura e historia de nuestro tiempo y lugar y, por ello, plenamente formados por ellas. Así, interpretó que un texto comprende una «fusión de horizontes» donde el estudioso encuentra la vía que la historia del texto articula en relación con nuestro propio trasfondo cultural e histórico. Al contrario que muchas de las obras canónicas de la hermenéutica filosófica, la obra de Gadamer, Verdad y método, no pretende ser una declaración programática de un nuevo método hermenéutico de interpretación de textos. Verdad y método pretende ser una descripción de lo que hacemos permanentemente cuando interpretamos cosas, incluso desconociendo que dicho proceso de interpretación se está produciendo.
Tanto la versión original de la obra en alemán, titulada Wahrheit und Methode, como la versión inglesa Truth and Method, han sido revisadas por el propio autor y se consideran igualmente válidas. La edición alemana de la obra contiene un compendio de trabajos posteriores donde Gadamer elabora algunos de sus argumentos y discute las ideas centrales de Verdad y método. Finalmente, un ensayo de Gadamer sobre Paul Celan, titulado ¿Quién soy yo, quién eres tú?, es considerado por muchos autores, incluidos Heidegger y Gadamer, como la continuación de los argumentos esbozados en Verdad y método.
En cuanto a la hermenéutica, él fue quien trasladó el objeto tradicional de estudio, que eran los textos sagrados, a los hechos sociales.

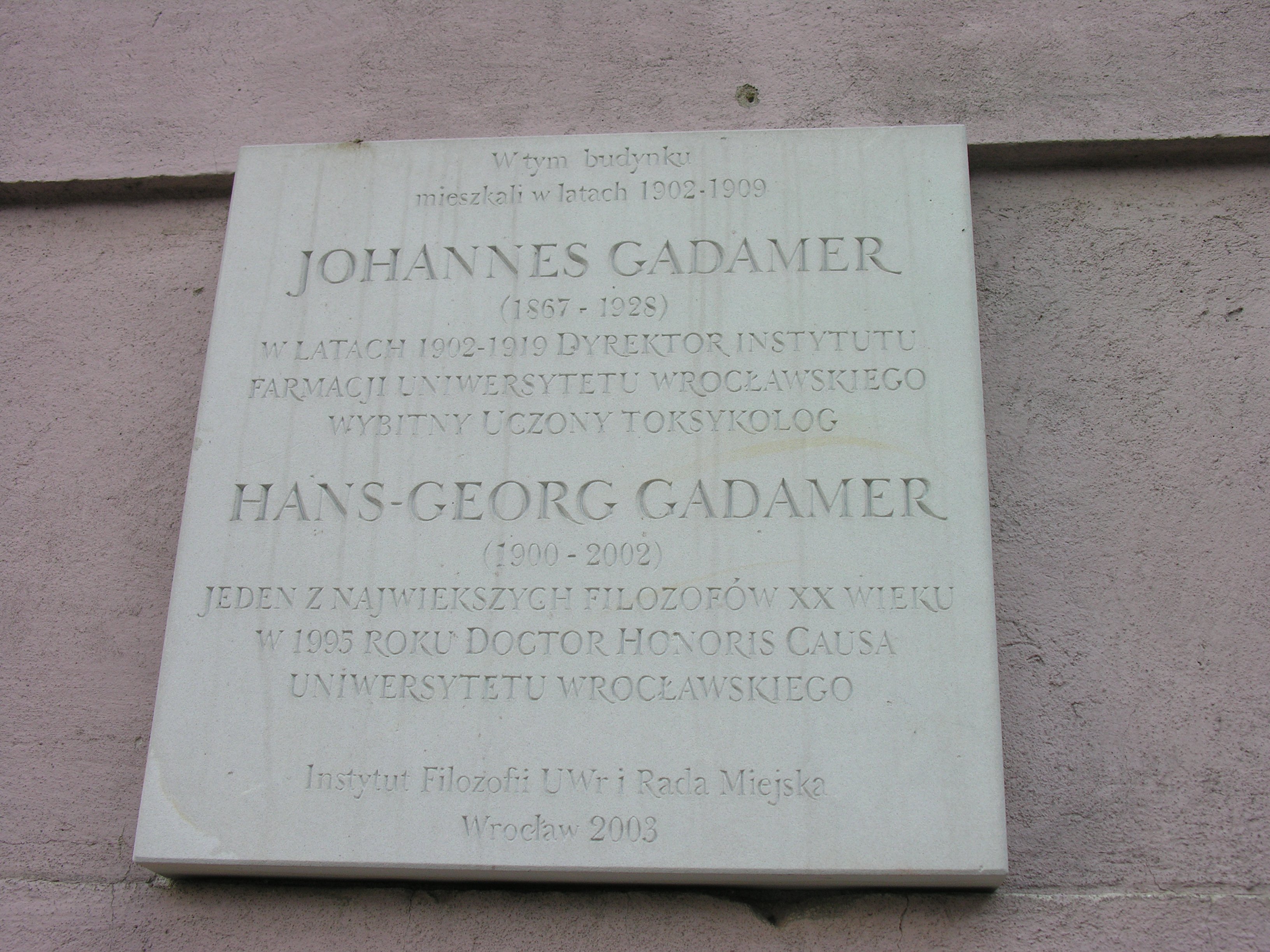
Placa conmemorativa a Gadamer en Breslavia.

Gadamer no sólo es conocido por sus estudios de hermenéutica, sino que también se dedicó con intensidad a estudios relacionados con la cultura de la Grecia clásica. Sus inicios intelectuales están íntimamente ligados al estudio de la obra de los clásicos griegos, entre ellos, destaca con particular intensidad su labor dedicada a la obra de Platón. Dicho interés por la filosofía griega fue interrumpido en 1933 por «prudencia política», pues tales estudios iban referidos a la teoría sofística y platónica del Estado: Gadamer no quería tener ningún tipo de enredo con las autoridades nazis por trabajos explícitamente de carácter político. Así, se publicaron sólo aspectos parciales bajo el nombre de Platos Staat der Erziehung (El Estado como educador en Platón) (1942) y Plato und die Dichter (Platón y los poetas) (1943). Estos trabajos son para algunos de mayor importancia que sus incursiones en el campo de la hermenéutica. Murió a la avanzada edad de ciento dos años.

### Los prejuicios como realidad histórica del ser
Todo individuo pertenece a una sociedad y por lo tanto está inmerso dentro de una tradición, esta tradición a la vez configura en él una serie de prejuicios que le permiten entenderse en su contexto y su momento histórico, de allí que el individuo tenga su realidad histórica en sus prejuicios.
Para Gadamer todo acercamiento a un texto significa ir al encuentro de otro, de un «tú», y este encuentro debe ser un momento de apertura para poder entrar en diálogo en el que tanto el «yo» como el «tú» entran en relación. Frente al texto no cabe neutralidad ni autocancelación, «sino que incluye una matizada incorporación de las propias opiniones previas y prejuicios».
Para la Ilustración, todo prejuicio significa un juicio sin fundamento alguno. La Ilustración propone el uso de la razón para poder liberarnos de la tiranía de la autoridad, hay que atreverse a pensar por sí mismo. La Ilustración busca decirlo todo desde la razón. La tradición se convierte entonces para la Ilustración en lo que para la ciencia son los sentidos, causa de error al momento de comprender las cosas tal cual son. La Ilustración tiene un prejuicio y es «el prejuicio contra todo prejuicio y con ello la desvirtuación de toda tradición». En la Ilustración alemana los únicos prejuicios que se aceptan son los de la tradición cristiana. 
Gadamer recupera el sentido constructivo del término prejuicio y lo coloca como parte importante de todo el armazón cognitivo del individuo, para él «prejuicio quiere decir un juicio que se forma antes de la convalidación definitiva de todos los momentos que son objetivamente determinantes».
«La ciencia histórica del siglo XIX es el fruto más soberbio de la Ilustración y por ello supone una ruptura con la continuidad de sentido de la tradición», pero debemos buscar entender el proceso histórico sobreponiéndonos incluso al prejuicio de la Ilustración y así comprender la finitud de nuestro ser y de nuestra conciencia histórica. Para Gadamer la razón es real e histórica, está dada no de manera espontánea sino que aparece «siempre referida a lo dado en lo cual se ejerce», todo individuo se desenvuelve dentro de la historia a la cual pertenece y de la cual no puede escapar debido a las relaciones de configuración de su ser en función a ella. El individuo es un ser histórico-espacio-temporal.
Este individuo histórico por tanto no puede entenderse desde el paradigma de la Ilustración, ante él actúa también la autoridad que es aceptada en un acto racional y de libertad. La autoridad es legítima en cuanto el individuo acepta su limitado ser y confía en un TÚ que conoce mejor y más que él. Una forma de autoridad que subyace y se manifiesta anónimamente es la tradición, que determina en gran medida nuestras acciones y comportamiento. Esta se recibe en el proceso educativo y llegada la madurez se unifica con los propios criterios y decisiones. Esta autoridad, la de la tradición, se hace acción en las costumbres, las cuales se adoptan libremente y «determinan ampliamente nuestras instituciones y comportamientos».

#### Tradición, dominio por el pasado
En su libro Verdad y método I, Gadamer nos dice que la tradición es una forma de autoridad defendida por el romanticismo. Esta autoridad se encuentra de manera anónima en nuestro ser finito e histórico, es transmitido desde el pasado, no solo de manera anónima, sino también al margen de la razón. Así mismo, la tradición interviene en nuestras decisiones, acciones y sobre todo en nuestro comportamiento. Además, emerge durante toda nuestra vida, estando siempre ahí, aparentemente oculta, pero siempre presente.
Las costumbres, por ejemplo, se adoptan libremente pero no siempre son creadas a conciencia, podría decirse entonces que, la validez de las costumbres no tiene fundamentos válidos, pero la tradición, en cuanto dominio por el pasado y autoridad anónima que se presenta en nuestro comportamiento e instituciones, fundamenta, por lo tanto, la elección de nuestras costumbres, los ya presentes y los que adoptaremos a lo largo de nuestra vida.
«El romanticismo entiende la tradición como el contrario de la libertad racional» y ve en ella una característica histórica; la tradición no es determinada racionalmente, ni es libre de autodeterminación; su validez no necesita de la razón, sino que nos domina por el pasado y nos determina mudamente. Sin embargo, Gadamer, cree que estas, razón y tradición, no deben verse opuestas de una manera tan incondicional e irreductible, pues al hacerlo, caeríamos en un fondo prejuicioso e ilustrado. «En realidad, la tradición siempre es también un momento de la libertad y de la historia», distinto de la posición del romanticismo. Es un momento de libertad, porque aun teniendo un grado de permanencia, necesita ser afirmada, asumida y cultivada; y un momento de historia, porque, siendo la conservación la esencia de la tradición, y aun cuando se presenten cambios aparentemente innovadores en la historia, nunca deja de estar presente el pasado, por lo tanto, se integra el pasado con lo nuevo y se forma una nueva especie de validez. Dicho de otra forma, a pesar de que en la historia haya momentos clave de cambios, por más drásticos y severos que parezcan, nunca se borrará por completo lo anterior a ese momento, sino que al ocurrir ese momento en la historia, se suma de alguna manera lo pasado con lo nuevo, surgiendo una transformación, distinta a lo anterior, pues la tradición, esa autoridad de forma anónima, está y estará presente en todo momento histórico, en cualquier decisión, acción, pensamiento y comportamiento, ya sea de manera individual o en masas.
En este sentido, se entiende la conciencia histórica no como algo nuevo, sino como «un momento nuevo dentro de lo que siempre ha sido la relación humana con el pasado», es decir, en relación con la tradición. Es por eso que comprender la tradición es importante para reconocerla en el comportamiento histórico.
«La conciencia histórica se extiende a lo universal en cuanto que entiende todos los datos de la historia como manifestación de la vida de la que proceden» y de esta manera, la tradición se relaciona con la conciencia histórica en un auto encuentro del espíritu humano.
De este modo el individuo que pertenece a cualquier forma institucional, está delimitado en su comportamiento por una tradición, la cual confiere a este un conjunto de prejuicios con los cuales entiende y se entiende a sí mismo dentro del proceso histórico que vive, los prejuicios son componentes a la realidad histórica de todo individuo y le confieren categorías a priori para comprender, este comprender es una integración del pasado y del presente que se expresa en muchas formas culturales y que son indesligables del proceso histórico, de este modo los prejuicios, en el individuo, son la realidad histórica de su ser.

### Significado hermenéutico de la fusión de horizontes
Para Gadamer, interpretar un texto involucra una fusión de horizontes (Horizontverschmelzung). Interpretar un texto no es entrar en la constitución psíquica del autor, sino que lo que se intenta hacer es trasladarnos hacia la «perspectiva bajo la cual el otro ha ganado su opinión».
El ideal propio de las ciencias naturales lleva a renunciar a la concreción de la conciencia histórica dentro de la hermenéutica llevando así a Schleiermacher a concluir con su «teoría del acto adivinatorio, mediante el cual el intérprete entra de lleno en el autor y resuelve lo extraño y extrañante del texto». Por otro lado, Heidegger considera que la comprensión del texto se encuentra determinada por su precomprensión de manera anticipada, «el círculo del todo y las partes no se anulan en la comprensión total, sino que alcanza en ella su realización más auténtica». 
Esta precomprensión se realiza desde la realidad histórica del individuo: en cada momento histórico los textos se producen de manera diferente y haciendo uso de la historia efectual de ese momento; de esta manera el verdadero sentido del texto está referido al momento del autor, pero también y en gran medida, está sujeto a la situación histórica del lector. La historia efectual es lo que determina a priori la manera en que vamos a entender un texto.
El individuo está en el mundo con una determinada historia efectual que le confiere a su vez una manera de entender el mundo, así se hace expresa su finitud y evidencia sus límites, los cuales determinan su horizonte, que «es el ámbito de visión que abarca y encierra todo lo que es visible desde un determinado punto». Dicho horizonte tiene la posibilidad de ser ampliado y a la vez la conciencia puede encontrar nuevos horizontes. La tarea de la comprensión histórica se resuelve en la consecución de un horizonte histórico para comprender lo que uno quiere sin que eso signifique que el intérprete adquiera el horizonte del autor, el horizonte histórico se gana moviéndose a una situación histórica, esto significa reconocer al otro y comprenderlo.
Por tanto, la comprensión se realiza en el momento en que el horizonte del intérprete, al relacionarse con el del autor, se ve ampliado y a la vez incorpora al otro; formando un nuevo horizonte «comprender es siempre el proceso de fusión de estos presuntos horizontes para sí mismos». Desde la hermenéutica esto significa que la comprensión se da en un horizonte comprensivo en el presente que es la superación del horizonte histórico. Para Gadamer las categorías fundamentales de su propuesta son: comprensión-interpretación-confluencia de horizontes-prejuicios. Se refiere a horizontes de tiempo (pasado y presente-tradición).

### La estética gadameriana
La filosofía estética de Gadamer sirve de pórtico preliminar a la fundamentación de la hermenéutica filosófica en el seno de su obra Verdad y método I. Su pretensión fundamental es mostrar hasta qué punto ante la experiencia estética las ciencias naturales y su método particular topan con una barrera infranqueable. Uno de los motivos fundamentales es que en la experiencia estética, según Gadamer, se produce una disolución del sujeto perceptor y el objeto, esto es, la obra de arte. Una experiencia tal, capaz de romper la dicotomía sujeto-objeto rompe con la tradición de las ciencias naturales para las cuales todo motivo de estudio es ya siempre un objeto dispuesto para el estudio por parte de un sujeto o grupo de sujetos. La experiencia estética se hace, se lleva a cabo, mediante un movimiento de vaivén en el cual transitan en un mismo sentido la obra y el sujeto que la disfruta, así por ejemplo, en la contemplación de una obra de arte el espectador se ve sometido, él mismo, a los avatares de la trama y, con ello, se introduce en la misma obra a la vez que la obra opera sobre él. A esta noción englobante la denomina Gadamer juego, posiblemente siguiendo, aunque en otro sentido, la estela del concepto de juego que estaba presente en Schiller.
A la vez que se produce la disolución de sujeto y objeto bajo el juego, también se produce una variación con respecto a la temporalidad de la experiencia estética. El discurrir cotidiano se nos presenta como una temporalidad homogénea y casi lineal, sin embargo, en la experiencia estética, el sujeto se pierde para sí mismo y la percepción de la temporalidad varía. Gadamer intentará dar cuenta de esta nueva temporalidad, de este «verse absorbido», mediante el concepto de «fiesta». La temporalidad de la experiencia estética se asemeja a la festividad, es decir, es una ruptura dentro de la noción cotidiana de la temporalidad.
Por otra parte, siguiendo la estela heideggeriana, Gadamer reivindica el valor de verdad inherente a la experiencia estética. En la obra de arte se nos da una suerte de verdad y existe una ganancia cognitiva evidente; la propia experiencia ya ha moldeado nuestro ser y hemos sumado aprendizajes que antes de la experiencia estética singular no estaban presentes. A su vez, la obra de arte y la experiencia que deviene de su disfrute, también puede dar lugar a conocimientos de orden moral. En este sentido, Gadamer reivindica el valor artístico de la alegoría frente a la habitual reivindicación del valor simbólico del arte. La alegoría tiene, entre otras, una función moral: pretende indirectamente conducir a una determinada noción acerca de lo bueno. Gadamer, al igual que su mentor Heidegger, prioriza la capacidad que tiene la poesía como herramienta para «traer la verdad», para «desocultar», además de su innegable valor para recrear nuevos mundos y fabricar lenguaje. En este sentido, considerará que la poesía, en el orden de las artes, juega un papel primordial. El mismo Gadamer abre su opus magnum Verdad y método con un poema de Rilke que, según su propio criterio, vendría a resumir, sucintamente, el núcleo de la hermenéutica filosófica.

### Traducciones al castellano
- Verdad y método. Fundamentos de una hermenéutica filosófica, Salamanca, Sígueme, 1977; 17.ª reimpr.: 2017. Tr.: Ana Agud Aparicio y Rafael de Agapito. ISBN 978-84-301-0463-5.
- Verdad y método II, Salamanca, Sígueme, 2002; 9.ª reimpr.: 2015. Tr.: Manuel Olasagasti. ISBN 978-84-301-1180-0.
- La dialéctica de Hegel. Cinco ensayos hermenéuticos, Madrid, Cátedra, 1988. Tr.: Manuel Garrido.
- Mis años de aprendizaje, Barcelona, Herder, 1997. ISBN 9788425419775.
- Hermenéutica, estética e historia (antología), Salamanca, Sígueme, 2013; 3.ª reimpr.: 2022. Tr.: Constantino Ruiz-Garrido y Manuel Olasagasti. ISBN 978-84-301-1838-0.
- La herencia de Europa, Barcelona, Edicions 62, 1990. Tr.: Pilar Giralt Gorina.[2]
- La actualidad de lo bello, Barcelona, Paidós, 1991. ISBN 9788475096797.
- Los caminos de Heidegger, Barcelona, Herder, 2017. ISBN 9788425439575.

### Entrevistas
- Hermenéutica de la modernidad: conversaciones con Silvio Vietta, Madrid, Trotta, 2004.
- «Las promesas del arte» (conversación con Ger Groot), en Adelante, ¡contradígame!, Madrid, Sequitur, 2008.
- «Entrevista con H.-G. Gadamer», en M. Jalón y F. Colina, Pasado y presente. Diálogos, Valladolid, Cuatro Ediciones, 2001.

## Premios
En 1979 le fue conferido el Sigmund-Freud-Preis für wissenschaftliche Prosa.